# Fuente capacitiva

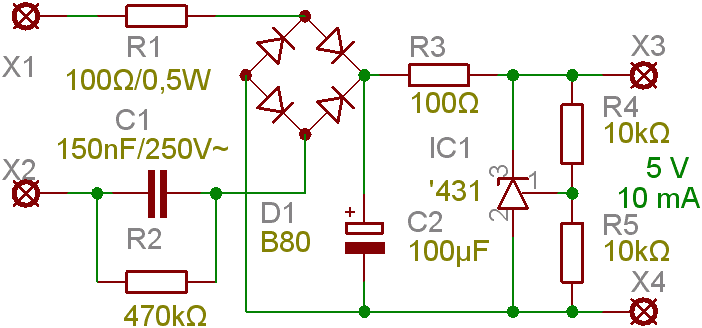
esquema de base y ejemplo de dimensionamiento

Una  fuente de alimentación capacitiva  es una fuente que utiliza la reactancia de un condensador para reducir la tensión de línea hasta bajo voltaje. Tienen dos limitaciones importantes: La primera, que por las prestaciones solicitadas en el condensador se pueden utilizar sólo para alimentaciones de baja potencia. La segunda es que por razón de la falta de aislamiento eléctrico, el circuito de utilización debe estar encapsulado para evitar el contacto directo con las personas.

## Estructura
Una fuente de alimentación capacitiva consta de un condensador  C1 , que con su reactancia limita la corriente que pasa por puente rectificador  D1 . Para protegerse contra picos de tensión durante las operaciones de conmutación, tiene una resistencia  R1  conectada en serie. Un condensador electrolítico  C2  suaviza la tensión de  CC  y los picos de corriente (en el rango de amperios) en las operaciones de conmutación. A continuación hay un regulador de baja caída de tensión, que consiste en una resistencia limitadora de corriente  R3  y un regulador lineal  IC1 . Si la estabilidad de voltaje no es muy importante puede ser utilizado un diodo Zener.

## Ejemplo

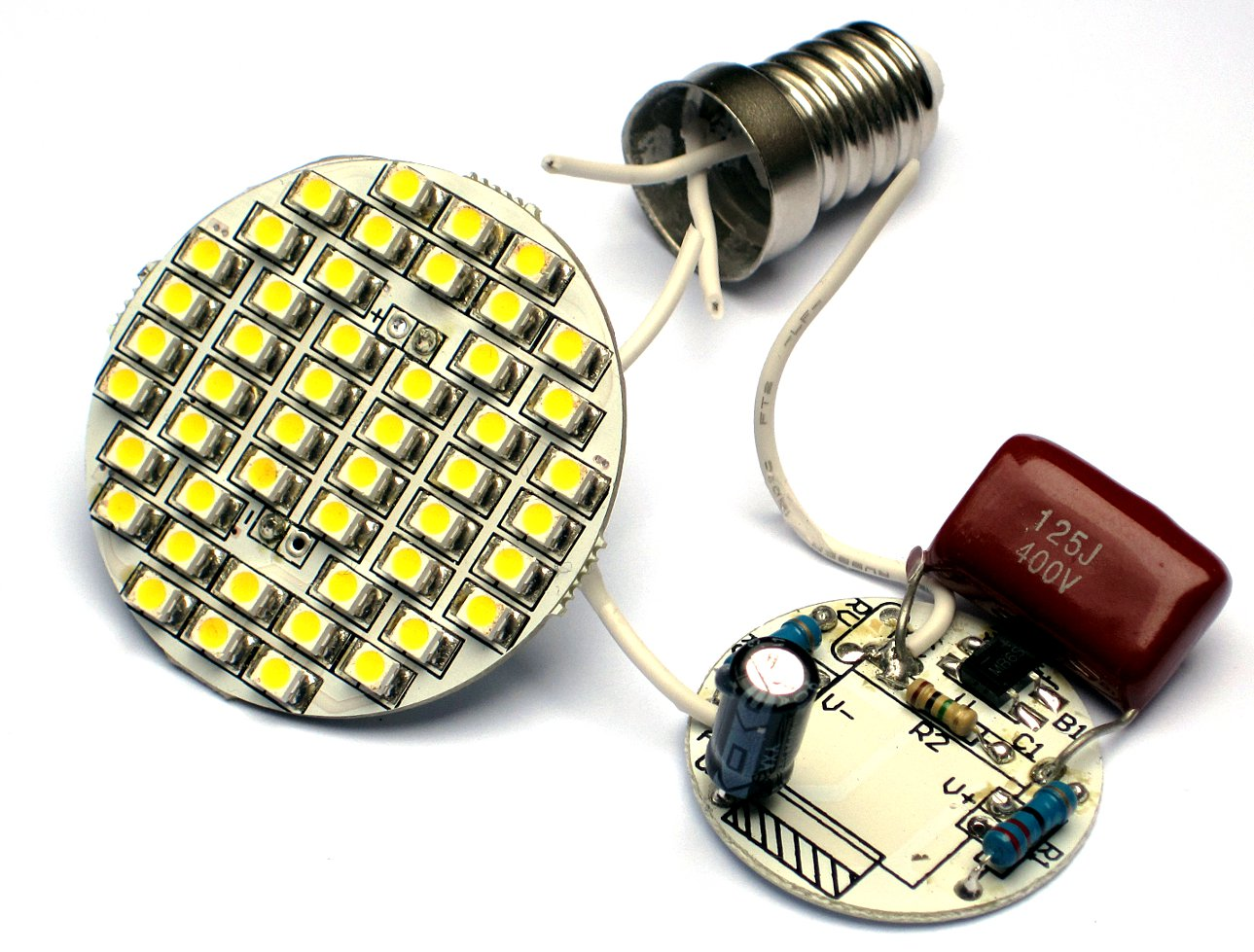
luz de 48 ledes - 3W/230V

Cambiando el ejemplo elegido al esquema por un condensador de 330 nF, se puede suministrar una corriente de 20 mA., esto permite alimentar hasta 48 ledes de color blanco (por ejemplo, 3,1 V/20mA/20000mcd) - que se suministran conectados en serie. La imagen, en cambio, muestra la parte abierta de un lámpara LED de 48-diodos. El condensador de  1,2 UF  tiene una reactancia de 2,6 kOhm que limita la corriente a 90 mA. Los ledes están en paralelo con el condensador de filtrado electrolítico de 10μF. Las 4 ramas con 12 ledes consumen alrededor de 20 mA cada una. Los diodos limitan la tensión alrededor de 40V por rama. Dado que el circuito está conectado directamente a la red sin aislamiento galvánico, debería usarse un interruptor diferencial como protección de cualquier circuito que utilice este tipo de lámpara LED.